# OFK Bečej 1918
OFK Bečej 1918  (srpski: ОФК Бечеј 1918)  je nogometni klub iz Bečeja, Južnobački okrug, Vojvodina, Republika Srbija. 
 
U sezoni 2017./18. klub se natječe u Srpskoj ligi Vojvodina, ligi trećeg stupnja nogometnog prvenstva Srbije.

## O klubu
Klub je osnovan 1918. godine. Poslije Drugog svjetskog rata jedno vrijeme se klub naziva Jovan Crveni, Bratstvo Jedinstvo, a potom FK Bečej. 
 
Raspadom SFRJ, klub postiže najveće uspjehe od 1992. do 1998. godine kada nastupa u Prvoj ligi SR Jugoslavije, gdje osvaja 4. mjesto u sezonama 1994./95. i 1995./96. U sezoni 1996./97. također nastupa u Kupu UEFA. 
 
Klub potom igra u nižim stupnjevima natjecanja. Od 2006. godine klub nosi i naziv prema sponzoru Bečej Old Gold. Zbog financijskih problema klub se u ljeto 2012. godine reformira kao OFK Bečej 1918.

## Uspjesi

### SFRJ / FNRJ
Međurepublička liga – Sjever
- prvak: 1990./91.

Vojvođanska liga
- prvak: 1988./89.

### SRJ / SiCG
Prva A liga SRJ
- 4. mjesto: 1994./95., 1995./96.

Prva B liga SRJ
- prvak (jesenski dio): 1994./95.

Druga savezna liga
- prvak: 1991./92.

### Srbija
Vojvođanska liga "Sjever"
- prvak: 2016./17.

PFL Novi Sad
- prvak: 2014./15.

Međuopćinska liga Srbobran – Vrbas – Bečej
- prvak: 2012./13.

## Poveznice
- OFK Bečej 1918, facebook stranica
- srbijasport.net, OFK Bečej 1918, profil kluba
- srbijasport.net, OFK Bečej 1918, rezultati po sezonama
- transfermarkt.com, FK Bečej, profil kluba
- worldfootball.net, OFK Bečej 1918, profil kluba
- int.soccerway.com, FK Bečej, profil kluba
- korner91.com, Bečej 1918[neaktivna poveznica]
- exyufudbal.in.rs, Tabele  Arhivirana inačica izvorne stranice od 8. svibnja 2018. (Wayback Machine)
- fsgzrenjanin.com, Stare lige